# MC Solaar
MC Solaar, właśc. Claude M'Barali (ur. 5 marca 1969 w Dakarze) – francuski artysta hip-hopowy, jeden z najpopularniejszych poza granicami Francji francuskich raperów. Urodzony w Senegalu, jako małe dziecko przeprowadził się z rodzicami do Paryża, do dzielnicy Villeneuve St. Georges. Jako nastolatek spędził pewien czas u wujka w Kairze.
Jego twórczość cechuje zabawa słowem i poetyckie teksty. W swojej karierze współpracował m.in. z brytyjskim zespołem Urban Species, z amerykańskim raperem Guru oraz z Missy Elliott. Producentem czterech pierwszych płyt MC Solaara był duet Le Funk Mob, później znany jako taneczny zespół Cassius.
Zasiadał w jury konkursu głównego na 51. MFF w Cannes (1998).
Przez pięć lat artysta spotykał się z popularną francuską aktorką Ophélie Winter, natomiast od 2003 roku jego żoną jest aktorka Chloé Bensemoun, z którą ma syna Romana.
Jako nastolatek M'Barali był obiecującym piłkarzem.

## Dyskografia
- Qui Sème le Vent Récolte le Tempo (1991)
- Prose Combat (1994)
- Paradisiaque (1997)
- MC Solaar (1998)
- Le Tour de la Question (1999) – album koncertowy
- Cinquième As (2001)
- Mach 6 (2003)
- Chapitre 7 (2007)